# Монте Карло (фільм)
Монте Карло (англ. Monte Carlo) — американський фільм режисера Луїса Меркантона 1926 року.

## Сюжет
Американський авантюрист ховається від переслідування детективами в готельному номері молодого шкільного вчителя.

## У ролях
- Карлайл Блекуелл старший — сер Гарджрейв Вендевер
- Гертруда Олмстед
- Бетті Бальфур — Бетті Олівер
- Жан-Луї Аллібер — Роберт Хьюїтт
- Жан Еме — сеньйор Трентіно
- Рашель Девіріс — мадам Фонтано
- Роберт Інгліш — мер Філіп Горс
- Шарль Ламі — маркіз де Вільє
- Лейн — Грегорі Марстон
- Жорж Тероф — Вілсон